# Marko Yli-Hannuksela
Marko Juhani Yli-Hannuksela (ur. 21 grudnia 1973 roku) – fiński zapaśnik walczący w stylu klasycznym. Trzykrotny olimpijczyk. Srebrny medalista z Aten 2004 i brązowy z Sydney 2000, a piętnasty w Atlancie 1996. Walczył w kategorii 68 – 76 kg.
Zdobył trzy medale na mistrzostwach świata w latach 1997 - 2006. Brązowy medalista mistrzostw Europy w 1995 i 2002. Trzy razy na podium mistrzostw nordyckich w latach 1996 - 2006 roku.